# عزیز شواکي
عزيز شواكي (وُلد عام 1951 في تيزي راشد بدولة الجزائر وتُوفيَّ عام 2019 في فرنسا) هو كاتب ومسرحي جزائري عُرف بفضل آرائه السياسيّة والأدبية الجرئية نوعًا ما وبفضل إنتاجاتهِ الأدبيّة وعلى رأسها رواية بايا، رابسوديا جزائرية التي صدرت عام 1988 وكذلك مسرحيّة «حبات البرتقال» التي صدرت عام 1997 والتي وثَّق فيها عزيز تاريخ الجزائر بدءًا من عام 1990 حتى عام 97 تاريخ إصدارها.

## الحياة المبكّرة والتعليم
وُلد عزيز شواكي في عام 1951، في بلدية تيزي راشد. أقام عزيز مع والدته، معلمة اللغة الفرنسية، في العاصمة الجزائرية. كانت تقرأ له قصص شارل بيرو، بالفرنسية والأمازيغية. أُعجب عزيز بالروائي الإيرلندي جيمس جويس وقرأ له كثيرًا، كما أحبَّ موسيقى، الجاز والروك وأحياناً الشعبي الذي كان يسمعه في صالات الجزائر.
اضطرَّ عزيز شواكي عام 1991 إلى مغادرة الجزائر بسببِ الحرب الأهليّة صوب فرنسا وخصوصًا بعدما وضعَ «متطرفون» اسمه على قوائم الاغتيال.

## المسيرة المهنيّة
نشر عزيز شواكي عام 1988 روايته الأولى التي حملت عنوان «بايا، رابسوديا جزائرية» والتي أُعيد نشرها في باريس بعد ثلاثين عامًا عن مطبوعات بلو أوتور. كتب عزيز الرواية بأسلوب حاد ومتفجر حتى وُصف أسلوبه من قِبل بعض النقاد والمتابعين للساحة الأدبيّة بـ «الغريب». كتب عزيز روايتهُ هذه كما يتحدث الشباب من ساكني الأحياء الفقيرة في العاصمة.
نشر عام 1997 مسرحيّة بعنوان «حبات البرتقال» التي سطَّرت تاريخ الجزائر بدءًا من عام 1990، والتي أصبحت علامة معتبرة في تاريخ المسرح الفرنكفوني بحسب بعض النقاد أيضًا. نشر عزيز في وقتٍ لاحقٍ وتحديدًا في عام 2011 رواية «نجمة الجزائر» التي تُرجمت لعدد من اللغات. بطلُ الرواية هو موسى ماسي الذي كان يحلمُ بأن يكون مايكل جاكسون الجزائر قبل أن يصبح متطرفًا.

## آراء
دعمَ شواكي المظاهرات في الجزائر التي اندلعت في 22 شباط/فبراير 2019، في الفترة التي كان يكتبُ فيها سيرتهُ الذاتيّة.

## قائمة أعماله
هذه قائمةٌ بأبرز أعمال الكاتب والمسرحي الجزائري عزيز شواكي:
- بايا، رابسوديا جزائرية (رواية)
- حبات البرتقال (مسرحيّة)
- نجمات الجزائر (رواية)